# Liste trotzkistischer Organisationen

Logo der Vierten Internationale

Dies ist eine Liste trotzkistischer Organisationen. Einige davon beanspruchen, in der ungebrochenen Tradition der Vierten Internationale zu stehen, die aus ihrer Sicht entweder ununterbrochenen Bestand hatte oder Gegenstand einer Wiedergründung war. Manche davon haben viele Gemeinsamkeiten und überschneiden sich in ihrer Ausrichtung sehr stark. Gewisse Richtungen jedoch, die sich als trotzkistisch verstehen, argumentieren, dass die Vierte Internationale nicht mehr existiere, wobei sie auch keinen Wiederaufbau anstreben. Andere wiederum sind der Auffassung, dass die Bezeichnung „Vierte Internationale“ in einem Maße diskreditiert sei, dass man eine neue Fünfte Internationale gründen müsse. Wichtige Unterscheidungsmerkmale sind das Verhältnis zur Sozialdemokratie und zum Stalinismus. Die aufgelisteten Organisationen unterscheiden sich beträchtlich in ihrer Mitgliederzahl: während einige von ihnen mehrere tausend Anhänger zählen, gibt es auch Organisationen, die über nicht mehr als hundert oder nur einige Dutzend Anhänger verfügen. Sofern es deutsche Sektionen der betreffenden Organisationen gibt, wurde die deutsche Bezeichnung für die jeweilige Organisation übernommen.

## Vereinigungen, die beanspruchen, die Vierte Internationale zu sein
- Vereinigtes Sekretariat der Vierten Internationale (VSVI) mit einem Exekutivbüro in Paris als Führungsgremium, in Deutschland vertreten durch die Internationale Sozialistische Organisation (ISO, aktiv in der Partei Die Linke) und Betreiber des Online-Magazins International Viewpoint
- Internationales Komitee der Vierten Internationale (IKVI) mit Hauptsitz im US-amerikanischen Detroit, dessen nationale Sektionen durchgehend Socialist Equality Party heißen, in Deutschland vertreten durch die Sozialistische Gleichheitspartei (SGP) und Betreiber der World Socialist Web Site
- Organising Committee for the Reorganisation of the Fourth International (OCRFI), eine 1971 von Pierre Lambert aus einer Rechtsabspaltung vom IKVI gegründete Organisation, in Deutschland vertreten durch die Internationale Sozialistische Arbeiterorganisation (Reste aktiv in der SPD, kein Bekenntnis mehr zum Trotzkismus)
- Posadist Fourth International, eine 1962 von Juan Posadas als Abspaltung vom VSVI gegründete Organisation, in Deutschland einst vertreten durch die Posadistische Kommunistische Partei (aufgelöst)

## Vereinigungen, die einen Wiederaufbau der Vierten Internationalen anstreben
- Kommunistische Organisation für die Vierte Internationale (deutsche Sektion: „KOVI-BRD“. In 3 Ländern vertreten.)
- Workers International to Rebuild the Fourth International (keine deutsche Sektion. Sehr kleine Organisation mit Sitz in England.)
- Liaison Committee for the Reconstruction of the Fourth International (keine deutsche Sektion. Nur in Argentinien und Bolivien vorhanden)
- Trotzkistische Fraktion (deutsche Sektion: RIO[1])

## Vereinigungen, die sich in der Tradition der Vierten Internationale sehen, sie aber als inexistent betrachten
- International Marxist Tendency (IMT) (deutsche, Schweizer und österreichische Sektion mit der Zeitung „Der Funke“. Die Internationale wurde 1992 als Reaktion auf Ausschlüsse aus dem 1974 von Ted Grant gegründeten CWI formiert und ist in 35 Ländern der Welt aktiv.)
- Committee for a Workers’ International (CWI) (deutsche Sektion: „Sozialistische Organisation Solidarität“ (SOL), in Österreich: Sozialistische Offensive. Das Komitee für eine Arbeiterinternationale wurde 1974 gegründet, in 2019 neu gegründet und ist in 13 Ländern vertreten.)
- Freedom Socialist Party (trotzkistisch-feministische Organisation in den USA, Kanada und Australien, in der BRD einzelne Sympathisanten)
- Internationale Bolschewistische Tendenz (deutsche Sektion: „Gruppe Spartakus“)
- Internationale Kommunistische Liga (deutsche Sektion: Spartakist-Arbeiterpartei Deutschlands (SpAD), Vorläufer: Trotzkistische Liga Deutschlands, TLD)
- International Liaison Committee for a Workers’ International (keine deutsche Sektion)
- International Workers League (keine deutsche Sektion. „Morenismus“ – bedeutendster Kopf war der Argentinier Nahuel Moreno. Ist vertreten in Brasilien und Spanien.)
- International Workers’ Unity (Fourth International) (hat keine deutsche Sektion)
- Internationalist Communist Union (die bekannte französische, trotzkistische Partei „Lutte Ouvrière“ ist Mitglied, deutsche Sektion: „Bund Revolutionärer Arbeiter“)
- Liga für die Fünfte Internationale (deutsche Sektion: „Gruppe ArbeiterInnenmacht“, österreichische Sektion: Arbeiter*innenstandpunkt. Für die Errichtung der Fünften Internationale aufgrund des Zerfalls der Vierten Internationale)
- Liga für die Vierte Internationale (deutsche Sektion: „Internationalistische Gruppe“. Ausgeschlossen von der „Internationalen Kommunistischen Liga“ im Jahre 1996)
- Movement (Movimiento) (keine deutsche Sektion)
- Revolutionär Sozialistische Organisation – RSO (in Deutschland, Österreich und der Schweiz)

## Sogenannte „Staatskapitalisten“
Die International Socialist Tendency (deutsche Sektion: ehemals Linksruck; österreichische Sektion: Linkswende).
Des Weiteren existieren einige internationale, trotzkistische Gruppierungen, die sich selbst nicht als Internationale bezeichnen, wie z. B. Alliance for Workers Liberty.

## Nicht mehr existent
- Bolshevik Current for the Fourth International
- Coordination Committee for the Construction of the International Workers Party
- Communist League of Struggle (CLS), 1931–1937
- Fourth International (International Committee) (FIIC), 1980–1981.
- Fourth Internationalist Tendency, 1979
- Gruppe Internationale Marxisten
- International Centre for the Reconstruction of the Fourth International (CIRQI)
- International Centre of Orthodox Trotskyism
- International League for the Reconstruction of the Fourth International (ILRFI)
- International Liaison Committee of Communists (ILCC)
- International New Course
- International Trotskyist Committee for the Political Regeneration of the Fourth International
- International Workers’ Committee
- International Revolutionary Marxist Tendency (TMRI), 1965–1992
- Internationale Trotzkistische Opposition (1992–2004. Hatte Sektion in Italien, Großbritannien, Dänemark, der Ukraine, den USA, Deutschland und Indien. Trat nach der Auflösung dem Koordinierungsausschuss für die Wiedergründung der Vierten Internationale bei.)[2]
- Latin-American Bureau of the IV International, 1938–1962
- Leninist-Trotskyist Tendency (LTT)
- Liaison Committee of Militants for a Revolutionary Communist International (Abspaltung der „Liga für die Fünfte Internationale“ aus dem Jahre 1995)
- Organizing Committee for the Reconstruction of the Fourth International (CORQI), 1972–1980
- Organizing Committee of Principist Trotskyism (Fourth International)
- Trotskyist International Liaison Committee, 1979–1984
- Young People’s Socialist League (1907–1972)

## Ex-Trotzkisten
- International Communist League (ICL), Socialist Workers Party (US) tendency / Pathfinder tendency (PT)
- Revolutionary Workers Ferment (Fomento Obrero Revolucionario, FOR)
- Socialist Utopia (Utopia Socialista)
- Marxisten-Humanisten, Anhänger der Theorien von Raya Dunayevskaya